# Personal Jesus

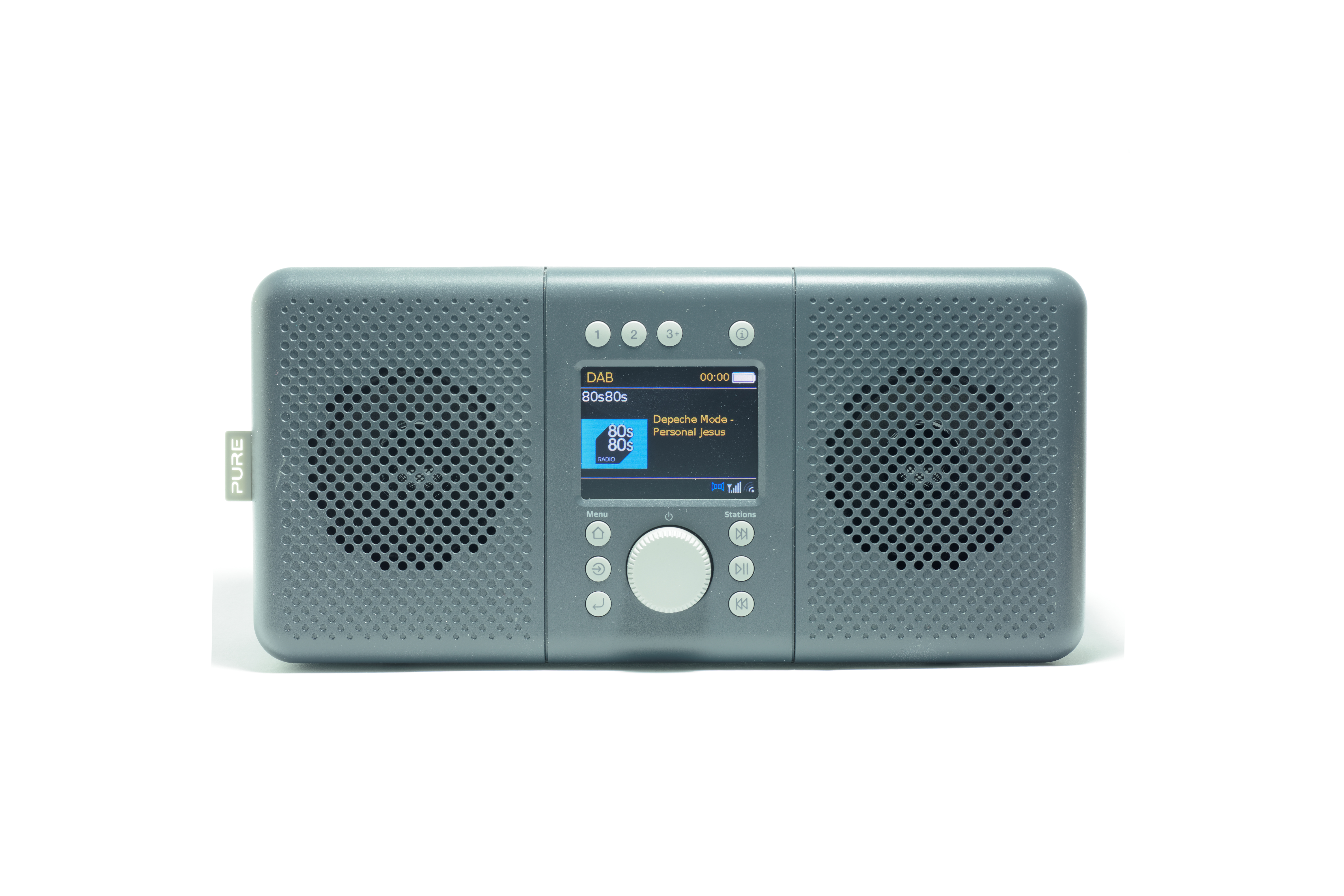
Personal Jesus en DAB+

«Personal Jesus» (en español, Jesús personal) es el vigésimo tercer disco sencillo del grupo inglés de música electrónica Depeche Mode, publicado en el Reino Unido el 29 de agosto de 1989 como primer sencillo adelanto de su álbum Violator de 1990. En 2011 tuvo una nueva mezcla para la colección Remixes 2: 81-11.
Es un tema compuesto por Martin Gore, según reveló, inspirada por el libro "Elvis and Me" ("Elvis y yo") de Priscilla Presley. En sus palabras, "es una canción que trata sobre ser Jesús para alguien más, alguien que te da esperanza y atención. Es sobre cómo Elvis fue su hombre y su mentor, y cuán seguido eso pasa en las relaciones amorosas; cómo el corazón de todos es en cierta forma como un Dios. Jugamos con estas partes de una persona que son como Dios pero las personas no son perfectas, y ese no es un punto de vista equilibrado de alguien.

## Descripción
La canción se volvió un éxito mundial, y es una de las canciones más exitosas de Depeche Mode, junto con el sencillo que le seguiría a esta; "Enjoy the Silence". Probablemente se trate de la primera canción del grupo en que se usa la guitarra como instrumento principal. Este número estilo "country" tomó al mundo por sorpresa e incluyó más publicidad que la que acostumbraba usar Depeche Mode; con anuncios en revistas y una campaña telefónica (la gente podía llamar a un número que aparecía en los anuncios de revistas en el que se escuchaba la canción). Además, el sencillo fue particularmente exitoso comercialmente gracias a que fue lanzado seis meses antes que el álbum, en el que después aparecería. Hasta ese punto era el sencillo más vendido de 12 pulgadas en la historia de Warner Brothers.
"Personal Jesus" tiene varias remezclas, algo casi sin precedentes para Depeche Mode en aquellos tiempos. Muchos otros sencillos anteriores de Depeche Mode tenían mezclas adicionales hechas por la banda, a partir de este sencillo, Depeche Mode comenzó a invitar a más DJs y mezcladores, lo que se convertiría en una característica de todos los siguientes sencillos de Depeche Mode. François Kevorkian (quien realizó las mezclas en general, para el álbum Violator) mezcló la versión sencilla de "Holier Than Thou Approach" y el "Pump Mix" mientras que el productor, Flood, mezcló la "Acoustic" y el "Telephone Stomp Mix", así como la versión sencilla y "Sensual Mix" del sencillo de lado B "Dangerous", una pista más disco-electrónica. "Hazchemix" y "Hazchemix Edit" de "Dangerous" fueron mezclados por Daniel Miller.
La portada trasera de "Personal Jesus" muestra a uno de los miembros de la banda detrás de una muchacha desnuda. El miembro de la banda que aparece varía, dependiendo de la versión; en el vinilo de 7 pulgadas está Martin Gore, en el de 12 pulgadas está David Gahan, en el casete está Andrew Fletcher y en el CD original está Alan Wilder. En algunas copias ella no aparece, como en el CD lanzado en el 2004, y en copias promocionales. En algunos lanzamientos limitados, como el GBong17, las cuatro fotografías se encuentran disponibles.
En el año 2004, la canción apareció en el número 368 de la lista de la Revista Rolling Stone de las 500 mejores canciones de todos los tiempos.

## Lado B
El lado B es la canción "Dangerous", un tema de tipo algo más recargado hacia el lado más synth pop de DM, con una letra cadenciosa y sugerente, con una musicalización llena de efectos varios, como era el pop en aquella época, de hecho resulta un tanto similar a, por ejemplo, la música de Michael Jackson. El tema sin embargo rompe un poco el discurso lírico y musical del álbum Violator.
Siendo el álbum con más lados B de DM, "Dangerous" es prácticamente uno de los más populares lados B del grupo, que incluso contó con corrida comercial en la radio de los Estados Unidos.

## Formatos

### En disco de vinilo
7 pulgadas Mute Bong17  Personal Jesus
| Lado A |                  |          |  |
| N.º    | Título           | Duración |  |
| 1.     | «Personal Jesus» | 3:43     |  |

| Lado B |             |          |  |
| N.º    | Título      | Duración |  |
| 1.     | «Dangerous» | 4:19     |  |

7 pulgadas Mute GBong17  Personal Jesus
| Lado A |                  |          |  |
| N.º    | Título           | Duración |  |
| 1.     | «Personal Jesus» |          |  |

| Lado B |                              |          |  |
| N.º    | Título                       | Duración |  |
| 1.     | «Dangerous» (Hazchemix Edit) |          |  |
| 2.     | «Personal Jesus» (acústica)  |          |  |

12 pulgadas Mute L12 Bong17  Personal Jesus
| Lado A |                             |          |  |
| N.º    | Título                      | Duración |  |
| 1.     | «Personal Jesus» (Pump Mix) |          |  |

| Lado B |                                        |          |  |
| N.º    | Título                                 | Duración |  |
| 1.     | «Personal Jesus» (Telephone Stomp Mix) |          |  |
| 2.     | «Personal Jesus» (Hazchemix)           |          |  |

12 pulgadas Mute 12 Bong17  Personal Jesus
| Lado A |                                              |          |  |
| N.º    | Título                                       | Duración |  |
| 1.     | «Personal Jesus» (Holier than Thou Approach) |          |  |

| Lado B |                             |          |  |
| N.º    | Título                      | Duración |  |
| 1.     | «Dangerous» (Sensual Mix)   |          |  |
| 2.     | «Personal Jesus» (acústica) |          |  |

12 pulgadas Sire/Reprise 9 21328-0  Personal Jesus
| Lado A |                                                  |          |  |
| N.º    | Título                                           | Duración |  |
| 1.     | «Personal Jesus» (Holier than Thou Approach Mix) | 5:43     |  |
| 2.     | «Personal Jesus» (versión de 7”)                 | 3:43     |  |

| Lado B |                              |          |  |
| N.º    | Título                       | Duración |  |
| 1.     | «Personal Jesus» (Pump Mix)  | 7:19     |  |
| 2.     | «Personal Jesus» (Hazchemix) | 5:35     |  |
| 3.     | «Dangerous» (versión de 7”)  | 4:19     |  |

### En CD
| MiniCD Mute CDBong17 Personal Jesus |                                              |          |  |
| N.º                                 | Título                                       | Duración |  |
| 1.                                  | «Personal Jesus» (Holier than Thou Approach) | 5:51     |  |
| 2.                                  | «Dangerous» (Sensual Mix)                    | 5:25     |  |
| 3.                                  | «Personal Jesus» (acústica)                  | 3:27     |  |

| MiniCD Mute LCDBong17 Personal Jesus |                                        |          |  |
| N.º                                  | Título                                 | Duración |  |
| 1.                                   | «Personal Jesus» (Pump Mix)            | 7:49     |  |
| 2.                                   | «Personal Jesus» (Telephone Stomp Mix) | 5:34     |  |
| 3.                                   | «Dangerous» (Hazchemix)                | 5:35     |  |

| Sire/Reprise 9 21328-2 Personal Jesus |                                              |          |  |
| N.º                                   | Título                                       | Duración |  |
| 1.                                    | «Personal Jesus»                             | 3:43     |  |
| 2.                                    | «Personal Jesus» (Holier than Thou Approach) | 5:43     |  |
| 3.                                    | «Dangerous» (Hazchemix)                      | 5:35     |  |
| 4.                                    | «Personal Jesus» (Pump Mix)                  | 7:19     |  |
| 5.                                    | «Personal Jesus» (acústica)                  | 3:26     |  |
| 6.                                    | «Dangerous» (Sensual Mix)                    | 5:22     |  |
| 7.                                    | «Personal Jesus» (Telephone Stomp Mix)       | 5:30     |  |
| 8.                                    | «Dangerous»                                  | 4:19     |  |

CD 2004
Realizado para la colección The Singles Boxes 1-6 de ese año.
| Mute CDBong17X Personal Jesus |                                              |          |  |
| N.º                           | Título                                       | Duración |  |
| 1.                            | «Personal Jesus»                             | 3:46     |  |
| 2.                            | «Dangerous»                                  | 4:22     |  |
| 3.                            | «Personal Jesus» (acústica)                  | 3:28     |  |
| 4.                            | «Dangerous» (Hazchemix Edit)                 | 3:05     |  |
| 5.                            | «Personal Jesus» (Holier than Thou Approach) | 5:50     |  |
| 6.                            | «Dangerous» (Sensual Mix)                    | 5:24     |  |
| 7.                            | «Personal Jesus» (Pump Mix)                  | 7:50     |  |
| 8.                            | «Personal Jesus» (Telephone Stomp Mix)       | 5:35     |  |
| 9.                            | «Dangerous» (Hazchemix)                      | 5:36     |  |

## Personal Jesus 2011
Para 2011 el tema se republicó como el cuadragésimo noveno disco sencillo de Depeche Mode con el título Personal Jesus 2011, en una remezcla realizada por el dueto noruego de producción conocido como Stargate, esta vez como promocional de la colección Remixes 2: 81-11, convirtiéndose en el cuarto tema del grupo publicado como sencillo en dos ocasiones, junto con Strangelove, Everything Counts y Enjoy the Silence, lo cual refrenda el éxito de los temas del álbum Violator, aunque en este caso con 22 años es el que más tiempo ha tomado entre sus dos ediciones.

### Formatos

#### En CD
| Mute CDBONG 43 Personal Jesus 2011 |                                            |          |  |
| N.º                                | Título                                     | Duración |  |
| 1.                                 | «Personal Jesus» (The Stargate Mix)        | 3:56     |  |
| 2.                                 | «Personal Jesus» (Alex Metric Remix)       | 5:54     |  |
| 3.                                 | «Personal Jesus» (Eric Prydz Remix)        | 7:25     |  |
| 4.                                 | «Personal Jesus» (M.A.N. Remix)            | 5:22     |  |
| 5.                                 | «Personal Jesus» (Sie Miedway-Smith Remix) | 6:25     |  |

| Mute PCDBONG 43 Personal Jesus 2011 |                                            |          |  |
| N.º                                 | Título                                     | Duración |  |
| 1.                                  | «Personal Jesus» (The Stargate Mix)        | 3:56     |  |
| 2.                                  | «Personal Jesus» (Alex Metric Remix Edit)  | 3:27     |  |
| 3.                                  | «Personal Jesus» (Alex Metric Remix)       | 5:54     |  |
| 4.                                  | «Personal Jesus» (Eric Prydz Remix)        | 7:25     |  |
| 5.                                  | «Personal Jesus» (M.A.N. Remix)            | 5:22     |  |
| 6.                                  | «Personal Jesus» (Sie Miedway-Smith Remix) | 6:25     |  |

#### En disco de vinilo
12 pulgadas Mute 12 BONG43  Personal Jesus 2011
| Lado A |                                      |          |  |
| N.º    | Título                               | Duración |  |
| 1.     | «Personal Jesus» (Alex Metric Remix) | 5:54     |  |
| 2.     | «Personal Jesus» (M.A.N. Remix)      | 5:22     |  |
| 3.     | «Personal Jesus» (The Stargate Mix)  | 3:56     |  |

| Lado B |                                            |          |  |
| N.º    | Título                                     | Duración |  |
| 1.     | «Personal Jesus» (Eric Prydz Remix)        | 7:25     |  |
| 2.     | «Personal Jesus» (Sie Miedway-Smith Remix) | 6:25     |  |

12 pulgadas promocional Reprise Records  Personal Jesus 2011
| Lado A |                                      |          |  |
| N.º    | Título                               | Duración |  |
| 1.     | «Personal Jesus» (Alex Metric Remix) | 5:57     |  |
| 2.     | «Personal Jesus» (M.A.N. Remix)      | 5:26     |  |

| Lado B |                                                                         |          |  |
| N.º    | Título                                                                  | Duración |  |
| 1.     | «The Sun and the Rainfall» (Black Light Odyssey's Further Excerpts Dub) | 6:24     |  |
| 2.     | «The Sinner in Me» (SixToes Remix)                                      | 5:06     |  |

#### Digital
| Mute Personal Jesus 2011 |                                         |          |  |
| N.º                      | Título                                  | Duración |  |
| 1.                       | «Personal Jesus» (Alex Metric Remix)    | 5:57     |  |
| 2.                       | «Personal Jesus» (Eric Pryd Remix)      | 7:29     |  |
| 3.                       | «Personal Jesus» (M.A.N. Remix)         | 5:26     |  |
| 4.                       | «Personal Jesus» (Sie Medway-Smith Dub) | 5:56     |  |

| Mute Personal Jesus 2011 |                                           |          |  |
| N.º                      | Título                                    | Duración |  |
| 1.                       | «Personal Jesus» (The Stargate Remix)     | 3:55     |  |
| 2.                       | «Personal Jesus» (Alex Metric Remix Edit) | 3:27     |  |

| Mute Personal Jesus 2011 |                                             |          |  |
| N.º                      | Título                                      | Duración |  |
| 1.                       | «Personal Jesus» (Eric Pryd Remix)          | 7:26     |  |
| 2.                       | «Never Let Me Down Again» (Eric Pryd Remix) | 7:00     |  |

## Vídeos promocionales
"Personal Jesus" fue dirigido por Anton Corbijn, el primero a colores de todos los vídeos que ha hecho el fotógrafo neerlandés para Depeche Mode. Es uno de los videos de Depeche Mode que se enfrentaron a la censura dado lo sugerente y explícito de sus imágenes, por lo que en Estados Unidos se exhibió una versión editada por el canal de televisión MTV reemplazando algunas de las partes por otras imágenes del mismo vídeo.
El cortometraje muestra a la banda en un rancho, en el desierto de Tabernas, en la provincia de Almería, España, en donde fue filmado.
El vídeo se incluyó en la colección de ese mismo año Strange Too, en su versión original, después en la colección The Videos 86>98 de 1998. Posteriormente se incluyó también en The Best of Depeche Mode Volume 1 de 2006 en su edición en DVD.
Adicionalmente para la gira World Violation Tour, el tema tuvo una proyección de fondo, dirigida también por Corbijn; posteriormente para la gira Tour of the Universe el director realizó otra llamativa proyección, prácticamente haciéndola un vídeo alterno del tema, en la cual aparecía la silueta de una chica contoneándose al ritmo de la canción, con múltiples tomas de David Gahan bailando frenetícamente teniendo de fondo las siluetas de Martin Gore y de Andrew Fletcher alzando los brazos, con otras imágenes de Gore tocando la guitarra y Fletcher en sintentizador.
"Personal Jesus 2011" fue dirigido por Andrew Faber. En esta versión, íntegramente en blanco y negro, se presenta un escenario ambientado en el siglo XVI, en el cual una procesión de aldeanos llevan a un puente sobre un río a una chica amarrada para ahogarla, la arrojan una vez, la suben y se les suelta, asumen expresiones de pensar que se ha ahogado cuando ésta sale del agua levitando y con una sonrisa una columna de agua caliente emerge del río ahuyentando a todos. Esta versión de nuevo hace hincapié en el tema inquisitorial, es decir, la temática religiosa. Depeche Mode no aparece en el video.
Ambos vídeos de "Personal Jesus" se incluyen en Video Singles Collection de 2016.

## En directo
Desde su introducción en 1990 "Personal Jesus" ha sido uno de los temas más constantes en cada concierto de cada gira, y hasta en presentaciones televisivas de DM.
Las diversas interpretaciones en directo han variado muchísimo, desde las primeras durante la gira World Violation Tour en que se ejecutaba prácticamente igual a como aparece en el álbum completamente electrónica con tres sintetizadores, pasando por las giras Devotional Tour y Exotic Tour en las cuales inicialmente también se llevaba a cabo solo con sintetizadores, para al poco el grupo optar por interpretaciones semi-acústicas incorporando Martin Gore la guitarra, Andrew Fletcher en el único sintetizador y Alan Wilder en la batería tocando los platillos electrónicos. Posterior a la salida de Wilder del grupo, todo el repertorio de DM se interpreta en escenarios de modo electroacústico con Christian Eigner en la batería totalmente acústica y Dave Clayton en el segundo teclado en las Ultra Parties, y después con Peter Gordeno en el segundo teclado durante todas las giras subsecuentes, The Singles Tour, Exciter Tour, Touring the Angel, Tour of the Universe, Delta Machine Tour, Global Spirit Tour y Memento Mori World Tour.
Las variaciones del tema en concierto se encuentran mayormente en el cierre, el cual se realiza en una versión larga, como en el álbum, pero mucho más extenso, casi siempre con un breve nuevo solo de guitarra de Martin Gore, mientras David Gahan todo el tiempo incita al público a corear el canto de Reach out, and touch faith, el cual se lleva a cabo a dos, tres o hasta seis voces, dependiendo si tienen coristas. El detalle más significativo, es que el tema se volvió particularmente largo en conciertos desde 2001, de los más largos, para la gira Delta Machine Tour su ejecución en escenarios superaba los ocho minutos, por mucho la más larga de cada concierto, así como en el Delta Machine Tour, lo cual lo vuelve uno de los más espectaculares de DM en concierto.

## Versiones
Ha sido interpretada por OBK en 2001 y por Gravity Kills en 2002, por Marilyn Manson y por Richard Cheese en el 2004. En 2006, los Acusicas han publicado una versión en español, "Tu único Dios (Personal Jesus)", para el recopilatorio de homenaje a Depeche Mode "Devoción por las masas". Además, Personal Jesus fue incluida en el videojuego Grand Theft Auto: San Andreas. La cantante Hilary Duff realizó una versión de esta canción llamada Reach Out publicada en noviembre de 2008. La cantante alemana Nina Hagen hizo una versión en 2010. El excantante de Van Halen, Sammy Hagar, realizó una versión de "Personal Jesus" para su disco Sammy Hagar & Friends de 2013, en la que colaboraron Neal Schon (ex-Journey), Michael Anthony (ex-Van Halen), y Chad Smith (Red Hot Chilli Peppers). En 2015, la banda Mindless Self Indulgence realizó una versión de "Personal Jesus" para su disco Pink.
El cantante Johnny Cash hizo una versión country de esta canción, que resultó estar en el puesto número 7 de la lista de las cien mejores versión de toda la historia de la música ligera anglosajona.

### Versión de Marilyn Manson
En 2004, el grupo de rock industrial Marilyn Manson grabó una versión de "Personal Jesus", la cual se publicó como sencillo promocional de su recopilación de grandes éxitos, Lest We Forget. Esta versión, grabada por Manson con instrumentación y arreglos de Tim Skold, no hace grandes variaciones respecto a la versión original de Depeche Mode, exceptuando algunas distorsiones de guitarra, manteniendo la misma melodía y estructura base de la canción original. Fue grabada en el estudio de Manson, Doppelherz Blood Treatement Facility, y mezclada por Mark "Spike" Stent, un productor veterano quien había trabajado frecuentemente con Depeche Mode.
La canción tuvo una buena acogida mundial, lo que le otorga a Marilyn Manson la posición más alta de su carrera en el Modern Rock Tracks del Billboard (núm. 12) en los EE. UU, superando incluso a "The Beautiful People". En Inglaterra, la canción fue el segundo Top 10 para Manson, posicionándose en el puesto núm. 8, gracias a varias presentaciones en televisión (Top of the Pops) que la banda realizó en Europa promocionando el tema.
Como sucedió con la versión original, la versión de Manson fue remezclada por otros artistas. "Personal Jesus Rude Photo Motor Mix" fue producido por Felix Da Housecat, Brian Black y Oliver Grasset, y aparece como lado B en las versiones de vinilo del sencillo. Algunas versiones en vinilo incluyen también la versión instrumental de esta remezcla (versión Dub). La mezcla que Felix Da Housecat hizo de la versión de Marilyn Manson fue publicado de forma promocional a los clubes norteamericanos, lo que ayudò a que la canción alcanzara el puesto núm. 35 en el Billboard Hot Dance Music/Club Play Chart, siendo la primera canción de la banda que entró en el ranking de música dance en los EE. UU, la segunda siendo Heart-Shaped Glasses, en el 2007. Esta versión de "Personal Jesus" fue un éxito considerable alrededor del mundo.
El sencillo fue acompañado de un vídeo musical dirigido por Manson y Nathan "Karma" Cox, conocido por realizar videos de Linkin Park y otras bandas.
7 pulgadas , 10 pulgadas  Personal Jesus
| Lado A |                  |          |  |
| N.º    | Título           | Duración |  |
| 1.     | «Personal Jesus» | 4:06     |  |

| Lado B |                                           |          |  |
| N.º    | Título                                    | Duración |  |
| 1.     | «Personal Jesus» (Rude Photo Motor Remix) | 4:06     |  |

| CD Personal Jesus |                                                      |          |  |
| N.º               | Título                                               | Duración |  |
| 1.                | «Personal Jesus» (LP Versión)                        | 4:06     |  |
| 2.                | «Mobscene Replet» (Mea Cupla Remix by Bitteren Ende) | 4:35     |  |
| 3.                | «Personal Jesus» (Rude Photo Motor Remix)            | 5:50     |  |
| 4.                | «Personal Jesus» (vídeo)                             |          |  |

## Posicionamiento en listas

### Listas semanales
| Listas (1989)                                   | Mejor posición |
| ----------------------------------------------- | -------------- |
| Canadá (RPM 100 Singles)                        | 44             |
| Canadá (RPM 20 Dance Singles)                   | 14             |
| Irlanda (IRMA)                                  | 7              |
| Italia (FIMI)                                   | 3              |
| Países Bajos (Mega Single Top 100)              | 62             |
| Nueva Zelanda (Recorded Music NZ)               | 14             |
| Poland (Polish Singles Chart)                   | 5              |
| Spain (AFYVE)                                   | 5              |
| Suecia (Sverigetopplistan)                      | 17             |
| Suiza (Schweizer Hitparade)                     | 5              |
| Reino Unido (UK Singles Chart)                  | 13             |
| US Billboard Hot 100                            | 28             |
| US Billboard Hot Dance Club Play                | 12             |
| US Billboard Hot Dance Music/Maxi-Singles Sales | 9              |
| US Billboard Modern Rock Tracks                 | 3              |
| US Cash Box                                     | 31             |

| Listas (2007)           | Mejor posición |
| ----------------------- | -------------- |
| Dinamarca (Tracklisten) | 15             |

| Listas (2011)  | Mejor posición |
| -------------- | -------------- |
| Francia (SNEP) | 91             |

| Listas (2013)  | Mejor posición |
| -------------- | -------------- |
| Francia (SNEP) | 114            |

| Listas (1989) | Posición |
| ------------- | -------- |
| Italia (FIMI) | 12       |

## Miscelánea
- En su álbum Extrapop de 2001, el grupo español OBK incluye el corte I Feel Jesus, una versión de dos canciones de Depeche Mode, mezclando la parte instrumental de I Feel You con la vocal de Personal Jesus.
- Esta canción puede ser escuchada al sintonizar Radio X en Grand Theft Auto: San Andreas
- La versión de Manson de la canción es usada como el tema de los luchadores profesionales Austin Aries y Necro Butcher.
- También es la música del comercial de la bebida Powerade de The Coca-Cola Company.
- También es una aplicación para iPhone, iPad, iPod Touch que permite recibir una frase bíblica de Jesús por día. El Jesús para iPhone permite configurar si queremos un Jesús Blanco, Negro, Asiático y por ello se llama Personal Jesús. Son mensajes seleccionados de La Biblia. Ver iTunes o Personaljesus.com